# Cartographica Helvetica
Cartographica Helvetica ist die führende, halbjährlich erscheinende, wissenschaftliche Fachzeitschrift zur Kartengeschichte und Geschichte der Kartographie im deutschsprachigen Raum mit englisch- und französischsprachigen Zusammenfassungen der Hauptbeiträge.
Cartographica Helvetica dient als Kommunikationsmittel für Kartenforscher, -sammler und -liebhaber. Die Fachzeitschrift wird seit 1990 von der Arbeitsgruppe für Kartengeschichte in enger Zusammenarbeit mit der Schweizerischen Gesellschaft für Kartografie herausgegeben. Die Mitglieder der Arbeitsgruppe bilden das Redaktionsteam. Sie begutachten alle eingereichten Artikel und betreuen die Autoren vom ersten Kontakt bis zur Drucklegung des Beitrages.
Zur weiteren Verbreitung und Nutzung des in der Zeitschrift gesammelten Wissens wurde Cartographica Helvetica im Sommer 2009 komplett digitalisiert und für die Volltextsuche aufbereitet. Die digitalisierte Zeitschrift wurde auf der Plattform E-Periodica veröffentlicht. Die neuesten Ausgaben werden allerdings jeweils zeitverschoben zugänglich gemacht.
Seit 2015 erscheint die Fachzeitschrift Cartographica Helvetica in einer geänderten Form. Neu fokussiert sich der Heftinhalt auf ein einzelnes Thema. Die Hefte erscheinen seitdem aus Aktualitätsgründen in unregelmässigen Zeitabständen. Der Verlag Cartographica Helvetica in Murten veröffentlicht auch unregelmässig Sonderhefte und Faksimiles von Manuskript- und seltenen alten Karten.
Die Zeitschrift Cartographica Helvetica hat ihr Erscheinen mit Heft 63 Ende 2021 eingestellt. Das Onlinearchiv steht für nicht-kommerzielle Zwecke in Lehre, Forschung und für die private Nutzung frei zur Verfügung.